# بهلوان طبي

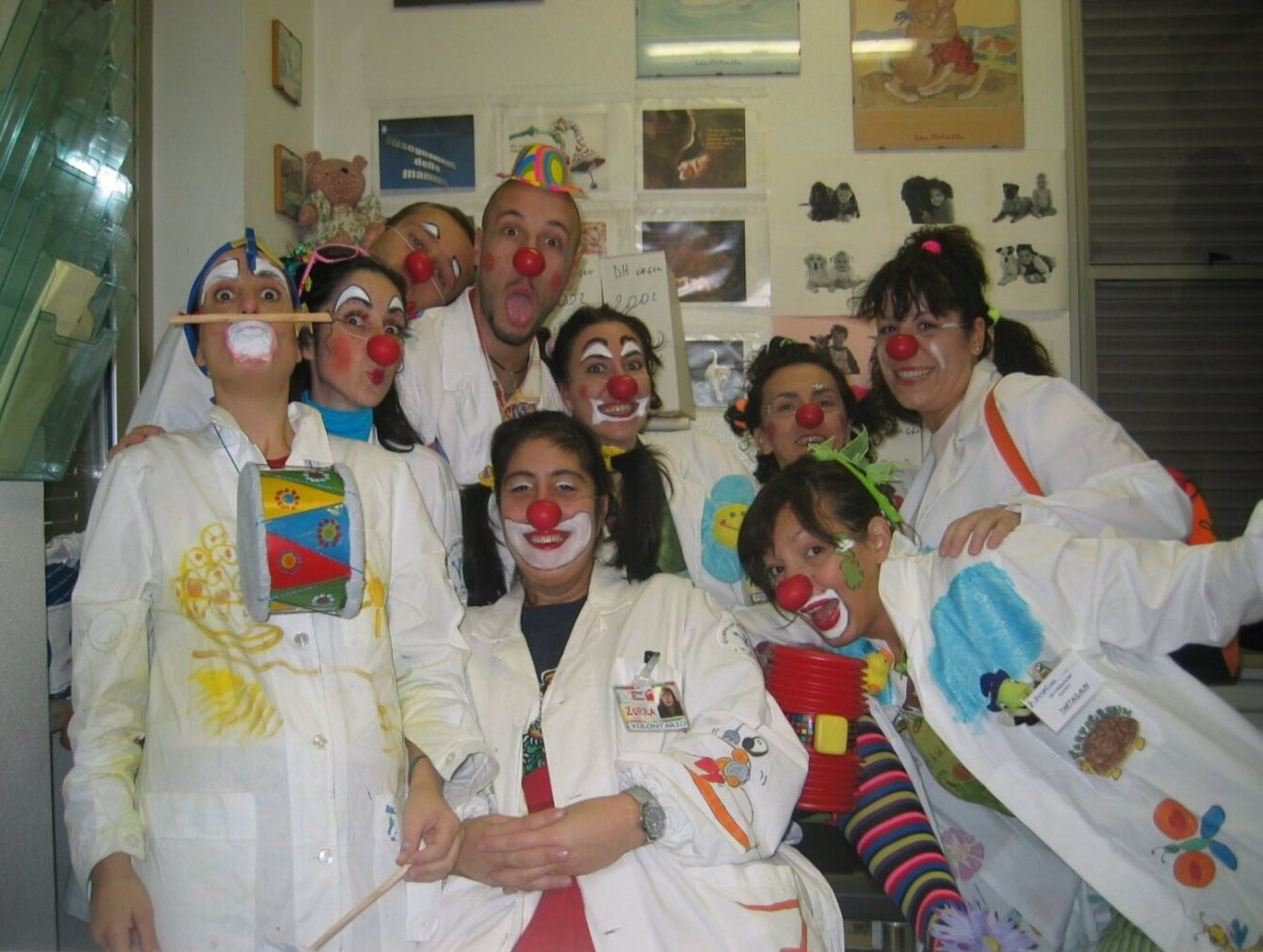
فرقة رعاية المهرجين في الخدمة في مستشفى بامبينو جيسو في إيطاليا

البهلوان الطبي أو المهرج الطبي  (بالإنجليزية: Clown Care)‏، المعروف أيضًا باسم مهرج المستشفى، هو برنامج في مرافق الرعاية الصحية يتضمن زيارات من مهرجين مدربين تدريباً خاصاً (احيانا يكونو أطباء). يطلق عليهم بالعامية "الأطباء المهرجين" وهو اسم علامة تجارية في العديد من البلدان. وقد ثبت أن هذه الزيارات إلى المستشفيات تساعد في رفع الحالة المزاجية والنفسية للمرضى بقوة إيجابية من الأمل والفكاهة. هناك أيضًا فائدة إيجابية مرتبطة بالموظفين وأسر المرضى.

## تاريخ الفكرة
بات باتش آدامز، الذي يعتبر أول مهرج في المستشفى، بدأ في العمل كمهرج في المستشفى في السبعينيات. تم تصويره في فيلم عام 1998 باتش آدامز بواسطة روبن ويليامز، حيث لفت الانتباه إلى مهرج المستشفى.
بدأ الأطباء المهرجون المحترفون العمل في المستشفيات في عام 1986 في إطار برنامج يسمى Big Apple Circus Clown Care Unit، والذي بدأه مايكل كريستنسن في مدينة نيويورك. تعمل برامج الطبيب البهلوان Clown Doctor الآن في كل ولاية في أستراليا ونيوزيلندا والولايات المتحدة والمملكة المتحدة وكندا وإسرائيل وجنوب إفريقيا وهونغ كونغ والبرازيل وبيلاروسيا وتايوان وفي جميع أنحاء أوروبا وفي بعض أجزاء من الهند.
يهتم الأطباء المهرجون على وجه التحديد بالاحتياجات النفسية والاجتماعية للطفل في المستشفى ولكن في بعض المستشفيات يقومون أيضًا بزيارة البالغين. إنهم يسخرون من روتين المستشفىلمساعدة الأطفال على التكيف مع محيطهم، كما أنهم يصرفون الانتباه عن الإجراءات المؤلمة أو المخيفة ويزيلوا الغموض عنها. يمكن لجو المرح والضحك أن يساعد الأطفال على نسيان المرض والتوتر للحظة.
يستخدم الأطباء المهرجون تقنيات مثل السحر والموسيقى ورواية القصص ومهارات التهريج الأخرى لمنح الأطفال بجرعات من المرح تساعدهم على التعامل مع مجموعة المشاعر التي قد يواجهونها أثناء وجودهم في المستشفى: الخوف والقلق الوحدة، الملل.

## الاهمية
المهرج هو المثال الأصلي لعالم الخيال والفكاهة. و يعبر المهرج الطبي عن الاستقطاب النشط للجدية وعدم الجدية والنظام والاضطراب - وبالتالي يعكس التوترات الداخلية للمرضى خاصة المصابين بالخرف ومساعدة المريض، بمساعدة الفكاهة والتعبير عن الذات والعلاج. يجب أن يكون العمل مع البالغين ومع مرضى الخرف مهمة طبية للتهريج في المستقبل. سيؤدي إدراك الإمكانات الكاملة للتهريج الطبي إلى تحسين نوعية حياة العديد من المرضى.

## التأثير
تشير الدراسات إلى أن وجود مجهرجين طبيين في الكشافي أثناء الإجراءات الطبية، وقبل التخدير في غرفة ما قبل الجراحة، وكجزء من الرعاية الروتينية للحالات المزمنة قد يكون استراتيجية مفيدة لإدارة بعض مجموعات الأعراض. فقد يساعد المهرجون في المستشفى في تحسين الرفاهية النفسية للأطفال والمراهقين المقبولين الذين يعانون من اضطرابات حادة ومزمنة، مقارنةً بأولئك الذين تلقوا رعاية قياسية فقط.
قوة الشفاء من الفكاهة والضحك تكافح الإجهاد، وتقلل من الألم عن طريق إطلاق الإندورفين (مسكن الألم الطبيعي في الجسم)، وتعزز جهاز المناعة عن طريق زيادة مستوى الخلايا التائية وخفض مستويات الكورتيزول في الدم، وتساعد على تعزيز النظرة الإيجابية، وتساعد الناس على التعامل معها. المواقف الصعبة وتساعد على خلق الروابط وبالتالي الدعم بين الناس، وكلها تساعد في عملية الشفاء.[بحاجة لمصدر] وفقًا لتان وميتسالا وهانولا، "تخلق رعاية المهرج حالة عاطفية إيجابية، وتعزز التفاعل بين الوالدين والطفل، وتعزز الظروف البيئية الإيجابية."
تم إجراء الأبحاث حول الفوائد الصحية الفسيولوجية على الضحك لعقود من الزمان ولا يزال يجريها الأطباء على المستوى الدولي. هناك أيضًا مجموعة متزايدة من الباحثين الذين يستكشفون الفوائد النفسية للضحك، وعلى وجه التحديد عمل الأطباء المهرجين.

## المهرج والخرف
المهرج باعتباره الشخصية الكوميدية المطلقة، يخلق تفاعلات مع المرضى بناءً على الفكاهة، والتي تمكّن المريض وتهدئته وتقويته مع تعزيز اتصال المريض بالمحيط - وهو أمر بالغ الأهمية لمرضى الخرف. يعد المهرج الطبي فنًا علاجيًا متعدد التخصصات، وللمهرج الطبي "مجموعة" من المهارات المتعددة (بما في ذلك الفكاهة والدراما والموسيقى والرقص)، وكلها لها تأثير علاجي مفيد على المرضى.

## كتب
كتاب المهرج الطبي: أداء الشفاء Medical ClowningThe Healing Performance، للدكتور أمنون رافيف رائد،أول طبيب مهرج يحصل على درجة الدكتوراه في المهرج الطبي.

## الروابط الخارجية
- "الأطباء المهرجون"، بقلم الدكتور بيتر سبيتزر نسخة محفوظة 20 مايو 2006 على موقع واي باك مشين. - مؤسسة الفكاهة، زميل تشرشل 2002.
- فيلم وثائقي "I Clown You"